# 賴英照
賴英照（1946年8月24日—），中華民國法律學者、政治人物、大法官，生於宜蘭礁溪，畢業於中興法商法律系、台大法律系碩士、美國哈佛大學博士，曾任司法院院長、行政院副院長、行政院消費者保護委員會主任委員、臺灣省副省長、財政部常務次長、財政部關政司長、臺灣省財政廳廳長、國立交通大學講座教授，現任國立中興大學講座教授、國立臺北大學講座教授、中原大學財法系專任講座教授，並於2001年榮獲第一屆國立臺北大學傑出校友。

## 生平
賴英照於第二次世界大战結束隔年出生於臺灣省臺北縣宜蘭區礁溪鄉，畢業於省立宜蘭農校（現國立宜蘭大學）之後，即先後完成國立中興大學法商學院（現國立臺北大學）法律學系、國立臺灣大學法律研究所碩士與美國哈佛大學法律學碩士之學位修讀，繼而於1981年完成美國哈佛大學法學博士之學位，師承美國證券法泰斗路易斯·羅思；深造回國後成為臺灣著名財經法律學者，歷任中華民國行政院副院長、臺灣省副省長。其雖是法律出身，但長時期在財經系統出任官員，先後曾任財政部次長、臺灣省政府財政廳廳長、及臺灣省副省長等。當陳水扁總統執政後的第二任內閣，由民進黨大老張俊雄組閣時，為了拼經濟邀請長期在財經系統的賴英照出任行政院副院長。

### 政治經歷

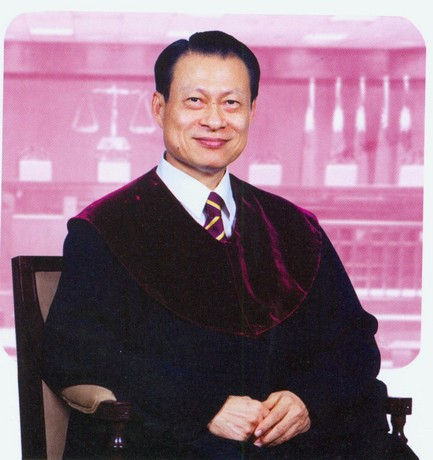
攝於大法官任內

- 2007年8月，獲陳水扁總統提名為司法院院長並任大法官，提名案咨請立法院同意後，於2007年10月1日辦理交接，接替卸任的院長翁岳生。

- 2010年7月18日，為臺灣高等法院司法官集體收賄案負起政治責任，主動辭去司法院院長。

- 2010年，據傳馬英九總統欲增聘其為總統府資政，賴英照婉拒[1]。

## 荣誉
- 一等景星勋章（2002年2月4日于台北总统府颁授[2]）
- 一等卿云勋章（2008年5月7日于台北总统府颁授[3]）
- 中正勋章（2010年11月9日于台北总统府颁授[4]）

## 著作
- 《公司法論文集》
- 《證券交易法逐條釋義》（第一冊至第四冊）
- 《台灣金融版圖之回顧與前瞻》
- 《最新證券交易法解析》
- 《賴英照說法－從內線交易到企業社會責任》

## 外部連結
| 中華民國政府職務 | 中華民國政府職務                                                                    | 中華民國政府職務                   |
| ---------------- | ----------------------------------------------------------------------------------- | ---------------------------------- |
| 行政院           |                                                                                     |                                    |
| 前任： 張俊雄    | 行政院副院長 第二十二任 2000年10月6日－2002年2月1日                                 | 繼任： 林信義                      |
| 前任： 張俊雄    | 行政院消費者保護委員會主任委員 第六任，行政院副院長兼任 2000年10月6日－2002年2月1日 | 繼任： 林信義                      |
| 司法院           |                                                                                     |                                    |
| 前任： 翁岳生    | 司法院院長 第九任 2007年10月1日－2010年7月17日                                      | 繼任： 謝在全（代理） 正任：賴浩敏 |